# اوگبوموشو
اوگبوموشو (به لاتین: Ogbomosho) یک شهر در نیجریه است که در ایالت اویو واقع شده‌است. اوگبوموشو ۳۵۴٬۶۹۰ نفر جمعیت دارد و ۳۴۷ متر بالاتر از سطح دریا واقع شده‌است.